# Павловск (Воронежка област)
Павловск (на руски: Павловск) е град в Русия, административен център на Павловски район, Воронежка област. Населението на града към 1 януари 2018 е 24 858 души.